# Múscul braquial
El múscul braquial (musculus brachialis), o múscul braquial anterior, és un múscul situat a la regió anterior i inferior del braç, sota del bíceps. És ample i aplanat, i actua com a flexor en la flexió del braç.
S'insereix, per dalt en la impressió deltoide, a les vores i cara interna i externa de l'húmer; per baix, per un tendó ample, a la base de l'apòfisi coronoide del cúbit.

## Imatges

Posició del múscul braquial (en vermell). Animació.
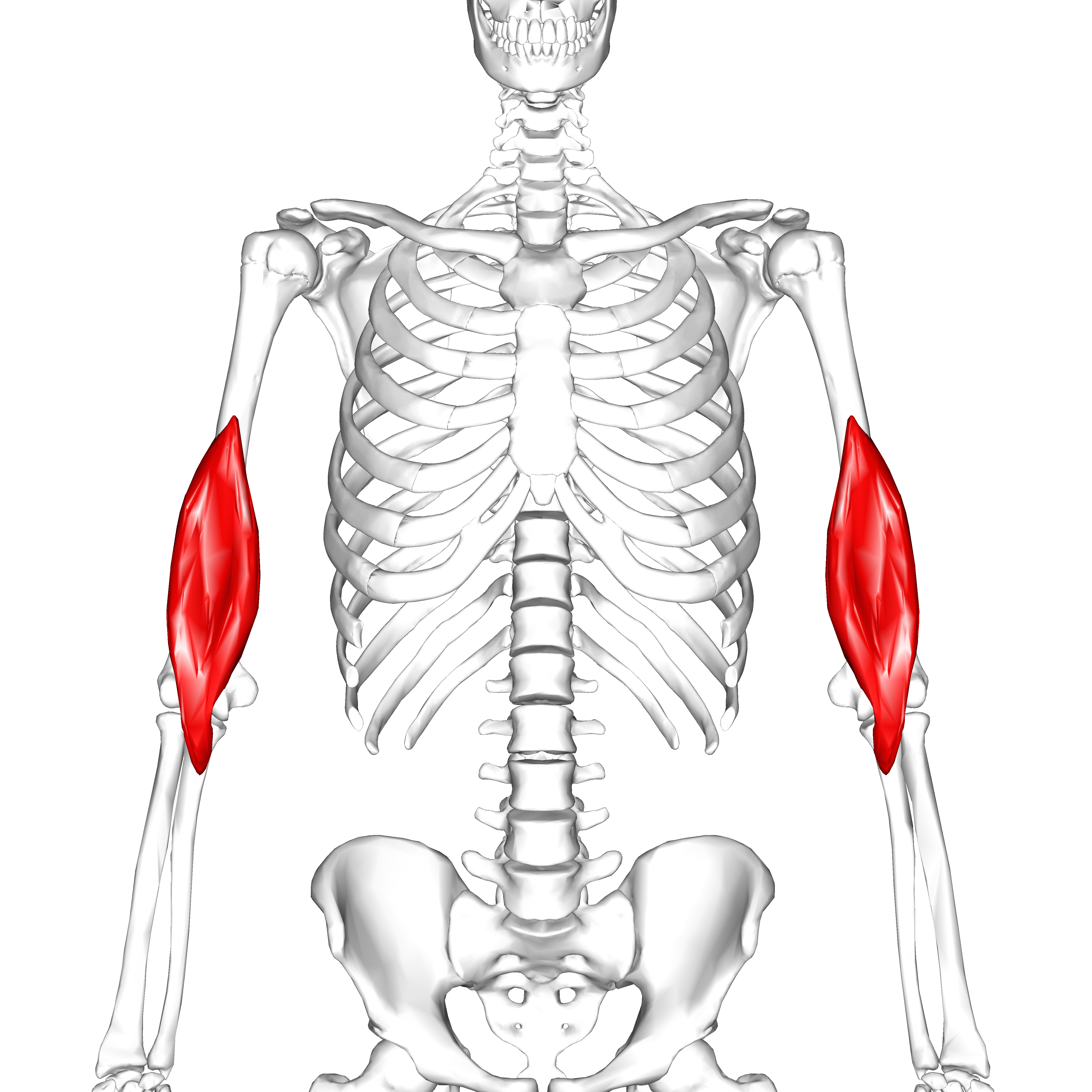
Posició del múscul braquial (en vermell).
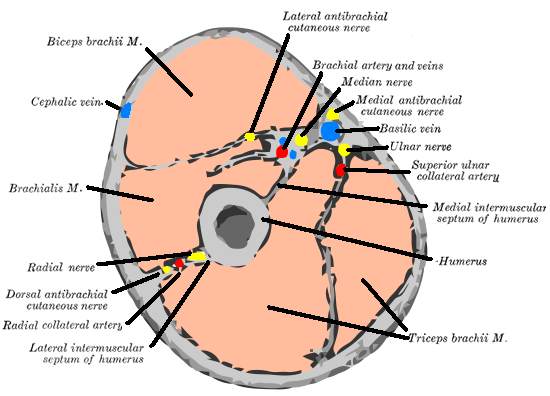
[Secció horitzontal de la part superior del braç. El múscul braquial està etiquetat.
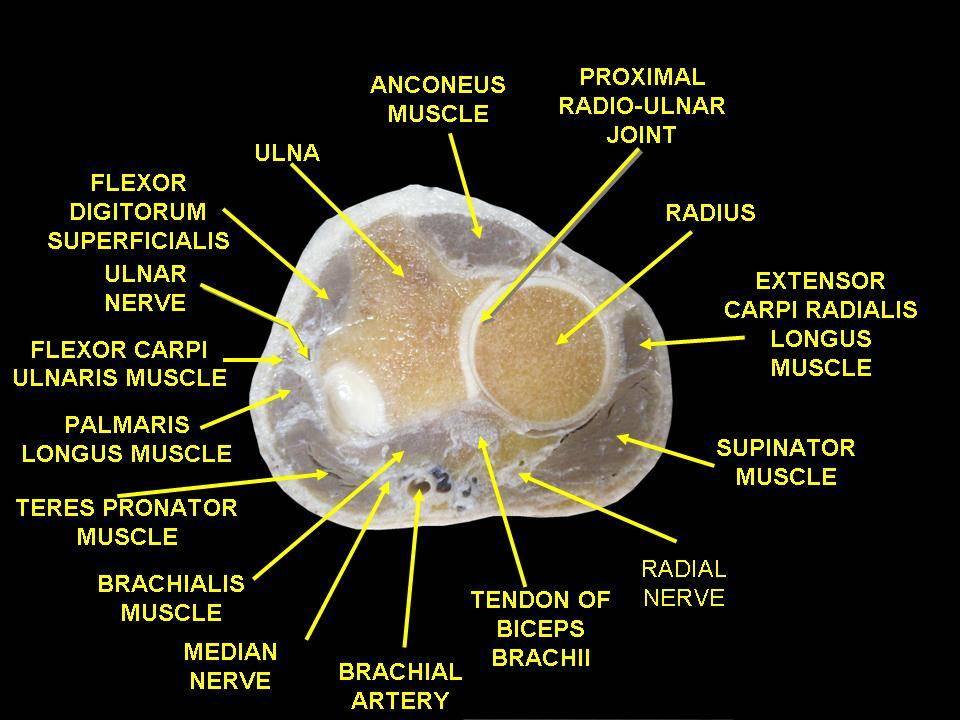
Secció transversal dels músculs de les extremitats superiors. El múscul braquial està etiquetat.
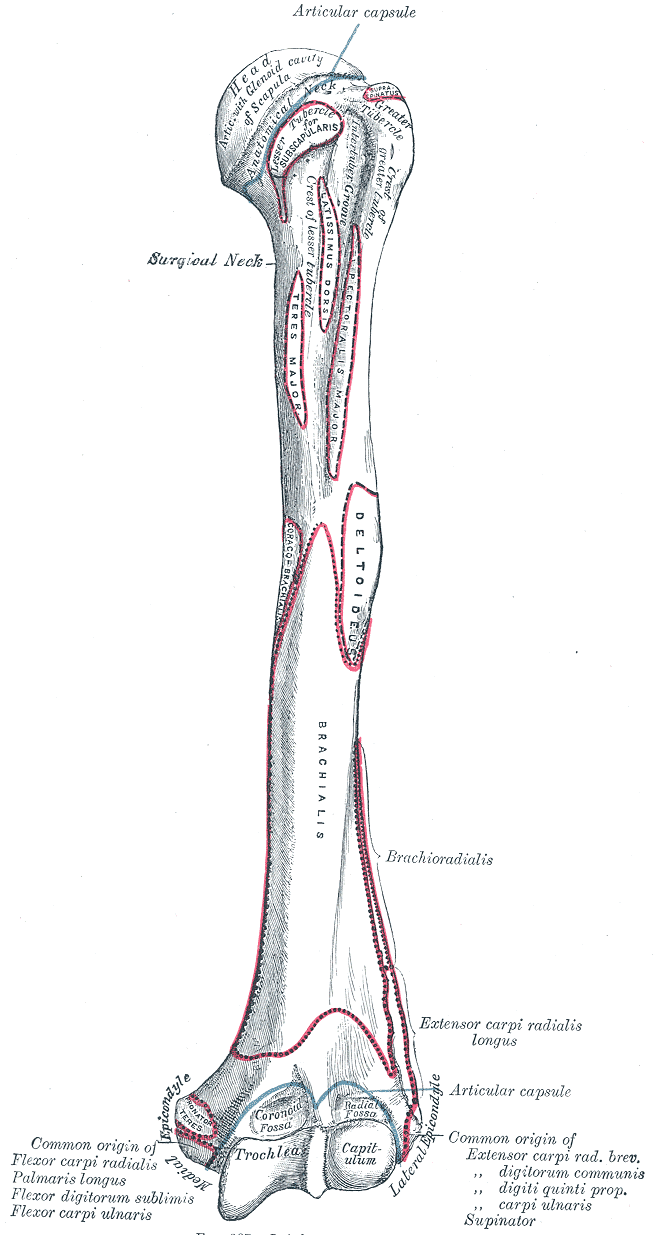
Vista anterior de l'húmer esquerre.
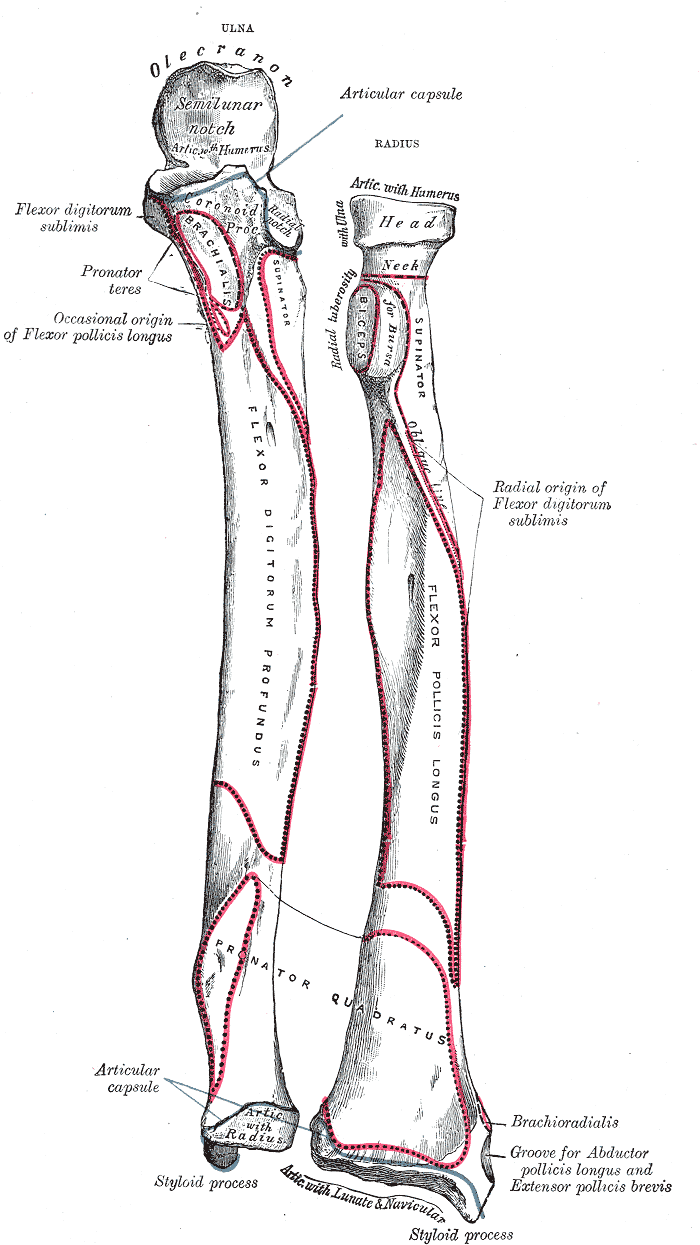
Cara anterior dels ossos de l'avantbraç esquerre.
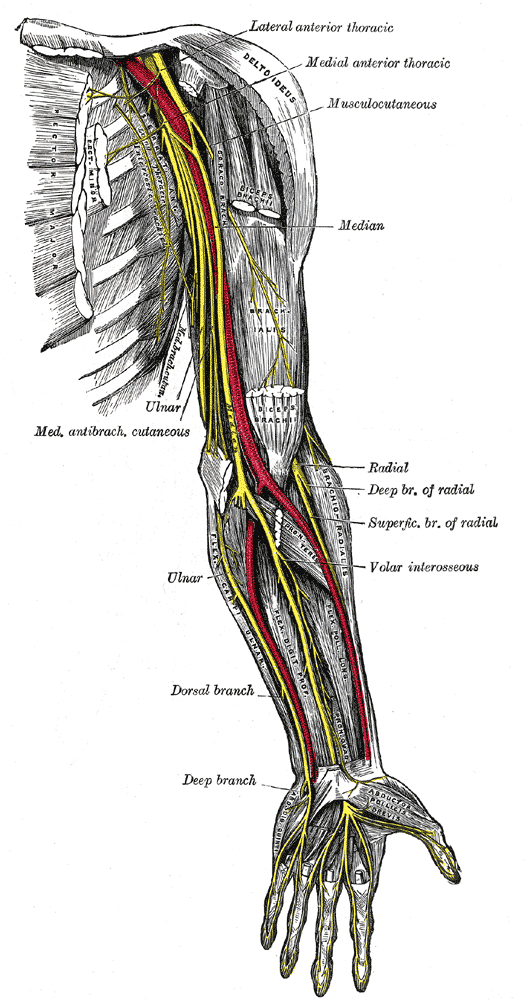
Nervis de l'extremitat superior esquerra.
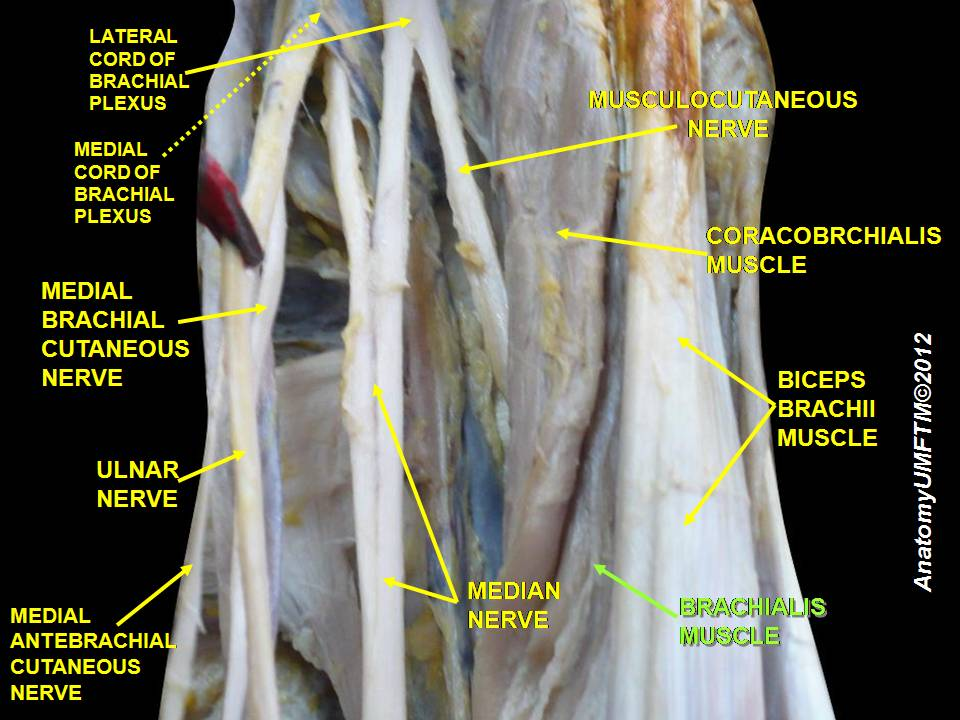
Múscul braquial; està etiquetat en verd.